# ムッタブラサウルス
ムッタブラサウルス（学名：Muttaburrasaurus）は、前期白亜紀アルビアン期に現在のオーストラリアに生息した鳥脚類恐竜の属。場合によって四足歩行、二足歩行をする草食動物であった。化石はクイーンズランド州、ムッタブラで発見され、属名はこの発見地に由来する。

## 特徴

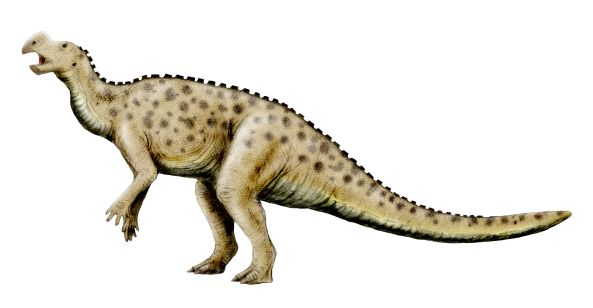
想像図

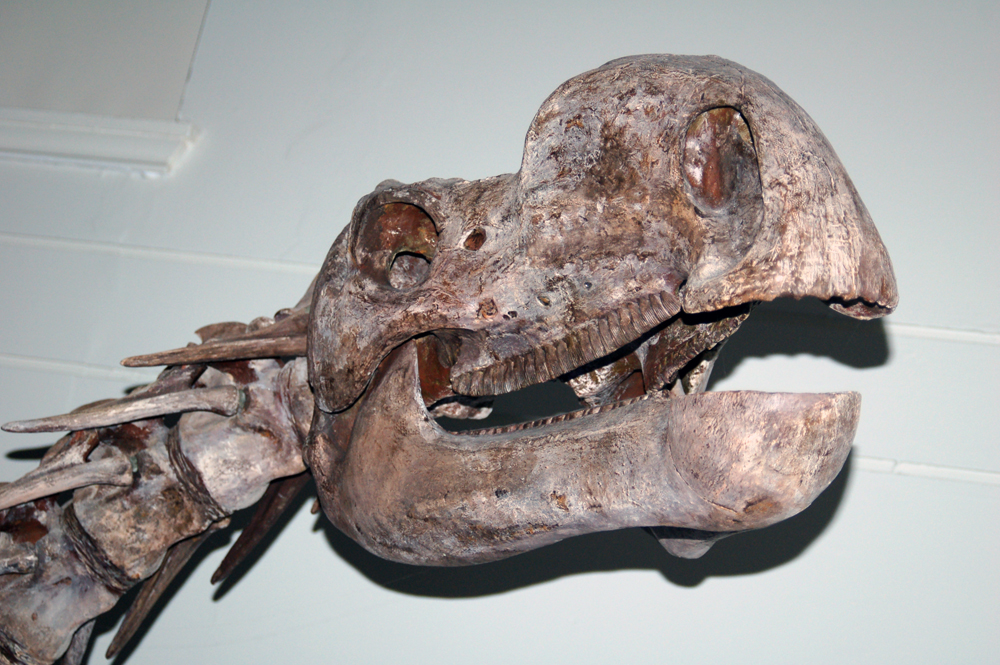
頭骨

体長は7 m-10 mと推定され鳥脚類としては中型から大型の部類である。全体的には北半球に生息していたイグアノドンやハドロサウルス類に似ておりかつては近縁と考えられたが、今日では詳細な研究の結果、異なることが分かっている。
2例目の化石により知られる頭部が特に特徴的である。顎には歯がびっしり詰まっているが、この歯はイグアノドンの歯のように磨り潰すという目的ではなく、むしろ切り刻むように適応している。頭骨の眼より後ろの部分は横に張り出し大きく発達し、顎を噛み合わせる筋肉が発達していた。
大きく前方に膨らみ中空の鼻腔部を持っていた。これ発達した嗅覚器官かディスプレイのための独特の声を発するために使われたのかもしれない。しかしこの機能を推測できる鼻部の組織は化石にはまったく残っていない。
前肢にはイグアノドンのようにスパイクを持っていた可能性があるが化石は不完全にしか知られていない。後肢の3本の指は蹄状のパッドを形成していたようである。

## 古生物学
最初の化石は貝類やアンモナイトなどとともに浅い海の海生層から発見されている。死後、死体が海に運ばれ堆積したものであるが、もともと河口か浜辺に生息していた可能性がある。

## 古生態学

### 食性
歯と顎の特徴はソテツなどの植物を食べることに適用していたようである。これらの特徴はイグアノドンよりむしろ角竜類やラブトドン、フクイサウルスのものに似ている。ムッタブラサウルスは角竜類が北アメリカやアジアで占めていた低層植物食者という生態を、オーストラリアで占めていたのかもしれない。

### コミュニケーション
鼻の特徴はハドロサウルス類のものと似ており同じように集団で生活し、声のコミュニケーションを行っていたものと考えられる。しかし、いまだ化石は集団では発見されていない。

### 足跡
かつてオーストラリアのクイーンズランド州で見つかったある種の足跡化石は、大型獣脚類の物と解釈されてきた。だが近年は大型鳥脚類(候補として本種ムッタブラサウルスが挙げられている)の物とする可能性も指摘されている。

## 古環境
ムッタブラサウルスが生息していたオーストラリア南部は、当時南極大陸と地続きになっていた。この一帯は極圏に位置する割に対して非常に暖かく、全域の平均気温は0度〜12度あった。年間の平均降水量は750〜1150ミリと多量。乾燥していたのはクイーンズランド等の一部地域に留まっていた。一時期のオーストラリアには浅い内海が拡がっていた。内海は約1億1700万年前に最も面積を広げている。そこには首長竜のクロノサウルスや魚竜のプラティプテリギウスが泳ぎ回っていたが、今から約9900万年前に内海は消失した。このような環境は、近い時代/地域のダイナソーコーヴ(恐竜の入江)と異なっている。
植生はナンヨウスギ、イチョウ、マキ、コケ、シダ、ソテツが支配的で、ジュラ紀の植生に近い。共産している動物には、大型鳥脚類のクンバラサウルス(旧名ミンミ)や中型獣脚類のメガラプトル類が存在し、恐竜以外には肺魚のネオケラトドゥスやカメ類等が確認されている。

## 分類
種としてはM. langdoni のみが知られる。
鳥脚類の中での位置づけは、かつてはイグアノドン科とされていたが、今日では上記の理由で異なるとされる。角竜類に似た特徴から角竜類や堅頭竜類などの周飾頭類との関連も考えられている。現在ではアトラスコプコサウルスやラエリナサウラなどオーストラリア独自の小型鳥脚類から進化し、北半球の種と収斂したオーストラリア特有のグループと考えるのが一般的なようである。

## 参照
1. ↑  Bartholomai, A; Molnar, R.E. (1981). “Muttaburrasaurus: a new Iguanodontid (Ornithischia:Ornithopoda) dinosaur from the Lower Cretaceous of Queensland”. Memoirs of the Queensland Museum 20 (2):  319–349.
2. ↑  The evolution of group living(Ashley Ward:2016)
3. ↑  ここでは平均気温が-2〜+6度だった
4. 1 2  ダグラス・パーマー(著)EVOLUTION 生命の進化史 南極/オーストラリアの項
5. ↑  こうした植生は白亜紀のゴンドワナ大陸では共通とされる